# Stockum (Voerde)
Stockum ist zusammen mit Götterswickerhamm und Mehrum urkundlich der älteste Ortsteil der heutigen Stadt Voerde (Niederrhein) im Kreis Wesel, Nordrhein-Westfalen und zählt 850 Einwohner. Die frühere Bauerschaft war nie selbständig und gehörte immer zur Gemeinde Voerde. Statistisch wird Stockum zum Stadtteil Voerde-Mitte gezählt.

## Lage
Stockum ist einer von elf Stadtteilen der Stadt Voerde. Er liegt zwischen der Grenzstraße im Norden, der Grünstraße im Süden sowie zwischen den beiden Bahnlinien.

## Geschichte
Die alte Molkerei wurde am 25. April 1897 als Molkereigenossenschaft gegründet. Die evangelische Kirche brannte 1854 nieder. 1859 wurde die Kirche wiederaufgebaut und erhielt von da ab ihr heutiges Aussehen. Seit dem Jahr 1834 gibt es die „Gemeinschaft Stockum der Neukirchener Mission“.
Wahrzeichen von Stockum ist das 1982 gegründete Jugend- und Kulturzentrum „Stockumer Schule“. Dieses wurde in den 2010er Jahren erweitert und teilweise saniert. Häufig finden dort abends Veranstaltungen oder Konzerte statt, während tagsüber der reguläre Betrieb des Jugendzentrums läuft. Weitere Wahrzeichen sind die alte Molkerei, das Haus der Neukirchner Mission und die evangelische Kirche.

## Wappen
Blasonierung:„In Silber (Weiß) etwas oberhalb der Mitte ein schwarzer Balken, darin drei goldene (gelbe) Vögel.“
Im Jahre 1467 gründete Hermann von Loete, Vasall des Abtes von Werden auf Haus Voerde, das Kloster St. Marienacker. Dieses Kloster hat östlich der Straße „Klosterkamp“ gestanden.
Das Wappen des Klostergründers war ebendiese Tafel mit drei goldenen Vögeln auf schwarzen Balken und silberfarbigem Untergrund.

## Busanbindung
Der Bus der Verkehrsgemeinschaft Niederrhein (VGN) verbindet mit der Buslinie 25 die Bushaltestellen: "Mehrstraße", "Schafstege", "Stockum" und "Mühlenstraße".

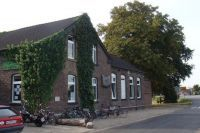
Stockumer Schule
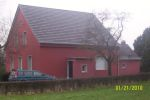
Haus der Neukirchener Mission
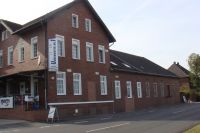
Alte Molkerei